# جویبارماهی مکزیکی
جویبارماهی مکزیکی (نام علمی: Millerichthys robustus) نام یک گونه از خانواده جویبارماهیان است.